# Shōryaku
Shōryaku (japanisch 正暦, auch Jōryaku oder Shōreki) ist eine japanische Ära (Nengō) von  November 990 bis März 995 nach dem gregorianischen Kalender. Der vorhergehende Äraname ist Eiso, die nachfolgende Ära heißt Chōtoku. Die Ära fällt in die Regierungszeit des Kaisers (Tennō) Ichijō. 
Der erste Tag der Shōryaku-Ära entspricht dem 26. November 990, der letzte Tag war der 24. März 995. Die Shōryaku-Ära dauerte sechs Jahre oder 1580 Tage.

## Ereignisse
- 991 Der frühere Tennō En’yū stirbt
- 995 Der buddhistische Tempel Kongōbu-ji brennt nach einem Blitzeinschlag nieder